# Hans Peter Schanzlin
Hans Peter Schanzlin (* 2. August 1916 in Basel; † 12. Mai 1991 ebenda) war ein Schweizer Musikwissenschaftler.
Schanzlin studierte Schulmusik am Konservatorium sowie Musikwissenschaft an der Universität Basel. Dort promovierte er 1949 am Musikwissenschaftlichen Institut bei Jacques Handschin über Motette von Johann Melchior Gletle. Schanzlin war danach als Mitarbeiter des Répertoire International des Sources Musicales und als wissenschaftlicher Assistent an der Schola Cantorum Basiliensis tätig. Von 1965 bis 1982 leitete er die Musikabteilung der Universitätsbibliothek Basel.

## Werke (Auswahl)
- Johann Melchior Gletles Motetten. Ein Beitrag zur schweizerischen Musikgeschichte des 17. Jahrhunderts. Verlag Paul Haupt, Bern 1954. (Publikationen der Schweizerischen Musikforschenden Gesellschaft. Serie 2; 2). Zugl. Diss. phil.-hist. Basel 1954. (Digitalisat in E-Periodica).
- Basels private Musikpflege im 19. Jahrhundert. Helbing & Lichtenhahn, Basel 1961. (Gesellschaft zur Beförderung des Guten und Gemeinnützigen: Neujahrsblatt; 139). (Digitalisat in E-Periodica).